# Callimedusa perinesos
Phyllomedusa perinesos é uma espécie de perereca (qualquer sapo que passa a maior parte de sua vida útil em árvores) da família Phyllomedusidae.
É encontrada no Colômbia e Equador.
Seus naturais habitats são: montanhas em regiões subtropicais ou tropicais húmidas  pântanos de água doce  e brejos de água doce intermitente.
Esta  perereca está ameaçada por perda de habitat.